# 毛炳
毛炳，五代十国南唐洪州豐城人。
毛炳好學，但家庭不能自給，隨乡人入廬山。為諸生講学，得錢即买酒盡醉。彭會好茶，毛炳好酒，有人嘲笑他们:「彭生説賦茶三斤，毛氏傳經酒半升。」後遊螺川諸县，遇酒就飲，不醉不止。常睡在酒家，醉了后，誤坐爐炭上，第二天屁股痛，怀疑被人打了，訊问后才知其故。又常醉臥道旁有里正張谷拉起他来。毛炳瞪眼呵斥：「毛炳不干於張谷，張谷不學於毛炳，醉者自醉，醒者自醒，亟去，不要打扰我睡觉撓予睡。」後迁居南臺山，數年后在齋壁写道：「先生不住此，千載惟空山。」后来大醉一夕而卒。